# Salaire minimum agricole garanti (France)
Le salaire minimum agricole garanti (SMAG) était le taux horaire minimum auquel devaient être payés les salariés agricoles en France à partir de 1950. 
En 1945, la France comptait près de 10 millions d’actifs agricoles pour 41 millions d'habitants. En 1955, ils sont encore 6,3 millions : sur ce nombre, les salariés agricoles sont majoritaires, tandis que les exploitants agricoles sont en minorité, d'où la nécessité à l'époque de régulariser le taux horaire d'un journalier. La dernière convention collective du monde agricole remontait à 1935.
Paul Bacon, Ministre du Travail et de la Sécurité sociale (MRP), est considéré comme étant à l'origine du salaire minimum agricole garanti, qui fut créé par la loi du 9 octobre 1950 sous le gouvernement Georges Bidault en même temps que le salaire minimum interprofessionnel garanti (SMIG). 
Le SMAG était notablement inférieur au SMIG, car tenant compte des facteurs propres à la vie rurale de l'époque (coût inférieur du logement, accès direct aux denrées alimentaires, etc.), avant d'être aligné dessus, à partir du 31 mai 1968, après les « accords de Varennes », prolongement des accords de Grenelle.